# Иван Коконов
Иван Коконов (роден на 17 август 1991 г.) е български футболист, който играе за Арда (Кърджали). Играе като атакуващ халф или крило.

## Кариера
Родом от Петрич, Коконов започва да тренира футбол в местния клуб Беласица. Впоследствие изкарва период в Пирин (Благоевград), преди да бъде привлечен в частната школа Векта (Пловдив).
През 2009 г. Коконов подписва първи професионален договор със Сливен 2000. През зимата на 2010 г. Коконов подписва със Славия (София), след което е преотстъпен на Ботев Враца. През 2013 г. преминава в ПФК Черно море (Варна), през 2015 – в ПФК Берое (Стара Загора), през 2016 – в Монтана, по-късно през същата година отново в Черно море, и през 2017 г. отново в Монтана.
На 29 април 2012 г. Коконов отбелязва първият хеттрик в кариерата си при домакинството на Ботев срещу Калиакра (Каварна).

## Успехи

### Черно море
- Купа на България (1): 2014/15